# Новожилов, Иван Васильевич
Ива́н Васи́льевич Новожи́лов (26 сентября [9 октября] 1910; деревня Торово, Новгородская губерния — 21 октября 1976, Москва) — лётчик-ас, майор (1943), Герой Советского Союза (1943).

## Биография

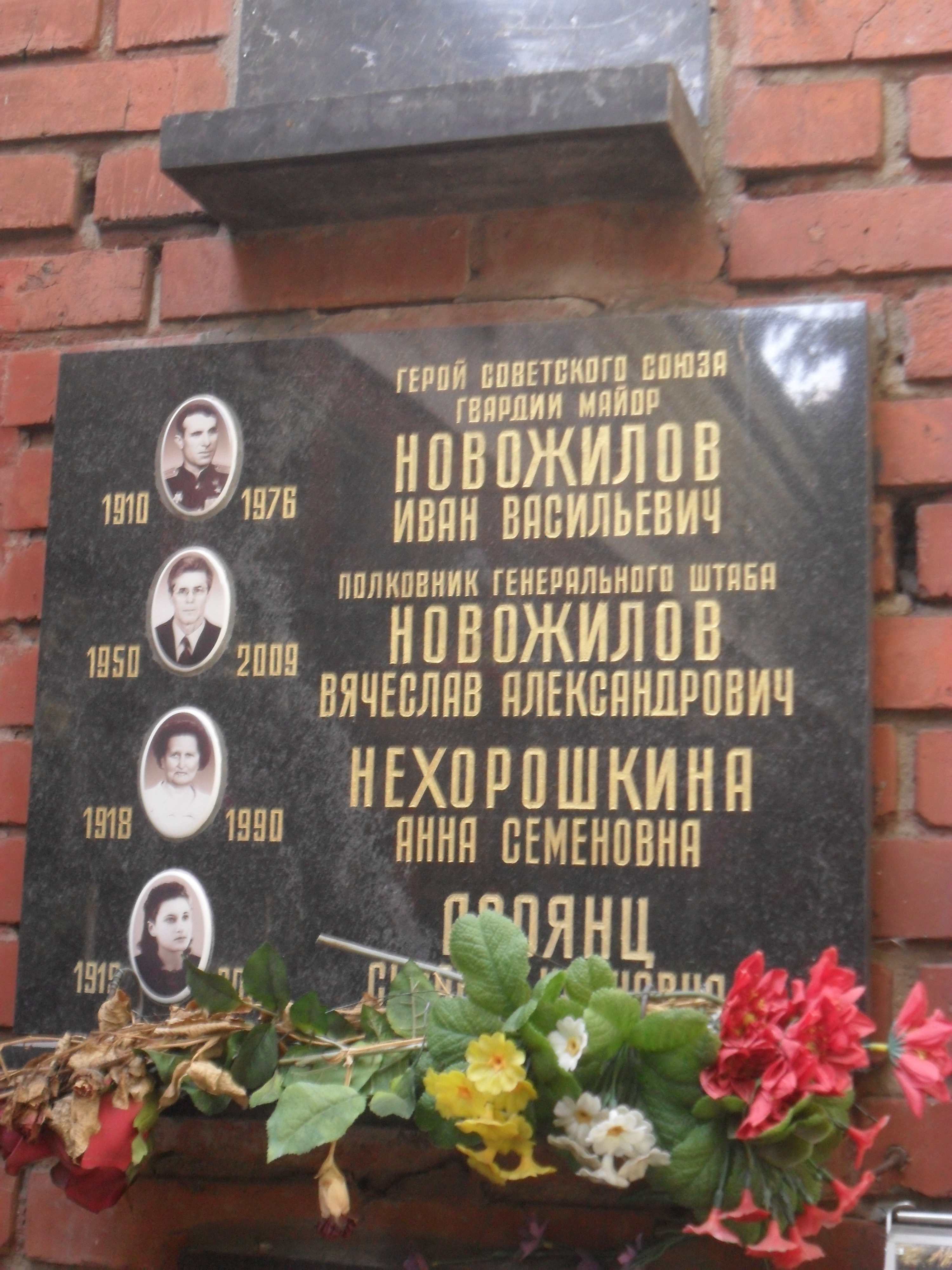
Плита колумбария Новожилова на Новодевичьем кладбище Москвы.

Родился 26 сентября (9 октября) 1910 года в деревне Торово Череповецкого уезда Новгородской губернии (ныне не не существует, территория Череповецкого района Вологодской области). Детство и юность провёл в Череповце. Окончил 5 классов школы. В 1924—1925 годах работал курьером на Череповецком лесопильном заводе. В 1929 году окончил Череповецкий механический техникум. Работал слесарем и техником-приёмщиком готовой продукции на заводе «Красный путиловец» в Ленинграде (ныне Санкт-Петербург).
В армии с ноября 1930 года. В 1932 году окончил Ленинградскую военно-теоретическую школу ВВС, в 1934 году — Оренбургскую военную авиационную школу лётчиков. Служил в ВВС лётчиком и командиром звена в Сибирском военном округе. С сентября 1937 года — в запасе. В 1938—1941 годах работал пилотом в санитарной авиации в Новосибирской и Читинской областях.
Вновь в армии с сентября 1941 года. В 1941-1942 служил лётчиком в запасных авиационных полках в Чебоксарах.
Участник Великой Отечественной войны: в июле-августе 1942 — командир звена 440-го истребительного авиационного полка, в октябре 1942 — ноябре 1943 — помощник командира 13-го (с августа 1943 — 111-го гвардейского) истребительного авиационного полка по воздушно-стрелковой службе, в ноябре-декабре 1943 — лётчик-инспектор по технике пилотирования 10-й гвардейской истребительной авиационной дивизии. Воевал на Сталинградском, Южном, Северо-Кавказском, Воронежском и 1-м Украинском фронтах. Участвовал в Сталинградской битве, Ростовской операции, освобождении Кубани, Белгородско-Харьковской и Киевской операциях. 15 декабря 1943 года в результате аварии самолёта получил тяжёлые травмы и был отправлен в госпиталь. За время войны совершил около 150 боевых вылетов на истребителях ЛаГГ-3 и Ла-5, в воздушных боях сбил лично 16 и в составе группы 6 самолётов противника.
За мужество и героизм, проявленные в боях, указом Президиума Верховного Совета СССР от 24 августа 1943 года капитану Новожилову Ивану Васильевичу присвоено звание Героя Советского Союза с вручением ордена Ленина и медали «Золотая Звезда».
До марта 1945 года находился на излечении в госпиталях. С августа 1945 года майор И. В. Новожилов — в запасе.
Жил в Харькове (Украинская ССР), с 1965 года — в Москве. Умер 21 октября 1976 года. Похоронен на Новодевичьем кладбище в Москве.

## Награды
- Герой Советского Союза (24.08.1943);
- орден Ленина (24.08.1943);
- два ордена Красного Знамени (30.08.1942; 26.04.1943);
- орден Отечественной войны 1-й степени (27.08.1943);
- медали.